# Премія Евері Фішера
Премія Евері Фішера (англ. Avery Fisher Prize) — нагорода, яку присуджують американським виконавцям академічної музики за видатні заслуги. 1974 року її заснував меценат Евері Фішер. Спочатку нагорода складала 10 тисяч доларів США, в даний час — 75 тисяч. Премію можуть присуджувати щорічно, але на практиці нагородження проводять не кожного року. Крім основної номінації, вручають низку менш значних нагород — зокрема, гранти талановитим молодим виконавцям, які в різні роки отримували, зокрема, майбутні лауреати основної премії Надя Салерно-Зонненберг, Сара Чанг та Гіл Шахам, а також такі музиканти як Чі-Йон, Алессіо Бакс, Лейла Йозефович, Ігнат Солженіцин.

## Лауреати
- 1975: Мюррей Перайя, Лінн Харрелл
- 1978: Йо-Йо-Ма
- 1979: Емануель Акс
- 1980: Річард Гуд
- 1982: Орасіо Гутьєррес
- 1983: Елмар Олівейра
- 1986: Річард Штольцман
- 1988: Андре Воттс
- 1991: Єфим Бронфман
- 1994: Гаррік Олссон
- 1999: Надя Салерно-Зонненберг, Памела Франк, Сара Чанг
- 2000: Едгар Меєр, Давид Шифрін
- 2001: Мідорі Гото
- 2005: Квартет імені Емерсона
- 2007: Джошуа Белл
- 2008: Гіл Шахам
- 2011: Кронос-квартет
- 2014: Джеремі Денк[en]